# Alain Cacheux
Pour les articles homonymes, voir Cacheux.
Alain Cacheux est un homme politique français, né le 15 novembre 1947 à Valenciennes (Nord), décédé le 26 juillet 2020 à Lille.
Il est membre du Parti socialiste.
Alain Cacheux est élu député le 17 juin 2007, pour la XIIIe législature (2007-2012), dans la 3e circonscription du Nord en battant, au deuxième tour, le député sortant Christian Decocq (UMP) avec 50,60 % des suffrages. Il retrouve ainsi le siège qu'il avait occupé lors de la XIe législature. En 2012, à la suite du redécoupage électoral, la troisième circonscription regroupe désormais des cantons situés sur l'arrondissement d'Avesnes-sur-Helpe. Cacheux se présente alors dans la 5e circonscription du Nord. Il est battu au deuxième tour par Sébastien Huyghe (UMP).

## Mandats
- Président de la fédération nationale des offices publics de l'habitat
- Député :
  - 1er juin 1997-18 juin 2002 : député de la 3e circonscription du Nord
  - 17 juin 2007-18 juin 2012 : député de la 3e circonscription du Nord
- Conseiller régional :
  - 23 mars 1992-7 juillet 1997 : conseiller régional du Nord-Pas-de-Calais
- Maire ou conseiller municipal :
  - 20 mars 1989-18 juin 1995 : conseiller municipal de Lille (Nord)
  - 18 juin 1995-18 mars 2001 : adjoint au maire de Lille
  - 19 mars 2001-16 mars 2008 : adjoint au maire de Lille

Communauté urbaine de Lille Métropole
- du 1er janvier 1986 au 1er janvier 1989 (Membre)